# Bachellerie
Bachellerie é uma comuna francesa na região administrativa da Nova Aquitânia, no departamento Dordonha. Estende-se por uma área de 17,19 km². Em 2010 a comuna tinha 919 habitantes (densidade: 53,5 hab./km²).